# クレイマー (ミュージシャン)
クレイマー（Kramer、1958年 - ）ことマーク・クレイマー（Mark Kramer）は、ミュージシャン、作曲家、音楽プロデューサーであり、ニューヨークのレコード・レーベル「シミー・ディスク」の創設者である。彼はニューヨーク・ゴング、ショッカビリー、ボングウォーター、ドッグボウル&クレイマーといったバンドのフルタイム・メンバーを務め、バットホール・サーファーズ、B.A.L.L.、ウィーン、ハーフ・ジャパニーズ、ファッグス（1984年再結成ツアー）などのバンドとツアー（通常はベースで演奏）を行っている。そしてジョン・ゾーンをはじめとしたニューヨークにおける1980年代のいわゆる「ダウンタウン・シーン」の即興ミュージシャンたちと定期的に演奏を行ってきた。
クレイマーの音楽プロデューサーとしての最も注目すべき仕事としては、ギャラクシー500（彼がプロデュースした全作品）、ロウ（彼が見出してプロデュース）、ハーフ・ジャパニーズ、ホワイト・ゾンビ、GWAR、キング・ミサイル、ダニエルソン・ファミール、ウィル・オールダム、ダニエル・ジョンストン、「Girl, You'll Be a Woman Soon」のカバーでヒットを出したアージ・オーヴァーキルなどとの作品がある。

## 略歴

### 初期のキャリア
クレイマーがニューヨークの音楽シーンで最初に経験したのは、1979年と1980年に、デヴィッド・アレン率いるニューヨーク・ゴングというバンドで演奏したときである。クレイマーは、1979年のアルバム『アバウト・タイム』の1曲でオルガンを演奏した。
1980年にクレイマーは、デヴィッド・リクト、トム・コラ、ジョン・ゾーンを含むユージン・チャドボーンが率いるバンド「ザ・チャドボーンズ (The Chadbournes)」に参加した。チャドボーン、クレイマー、リクトはその後も一緒に演奏し、ショッカビリーというバンドを結成して、1982年から1985年までツアーを行った。路上生活のプレッシャーが、クレイマーとチャドボーンの間にある個人的な違いへとつながっていった。バンドは1985年、初めての米国ツアー時に解散した。そのツアーには、当時まだ知られていなかったバットホール・サーファーズとのテキサスでの短期ツアーが含まれていた。クレイマーは、バットホール・サーファーズの結成メンバーであるギビー・ヘインズ、ポール・リアリーの2人と親密な関係を築き、バンドにベーシストの交代要員として呼び寄せられた。クレイマーはヘフナー・ビートル・ベースを購入し、1985年にバットホール・サーファーズの現地デビューとなるヨーロッパ・ツアーに参加した。

### プロデュースとスタジオ
ツアーの後、クレイマーは叔父からの5,000ドルのローンを使用して、「ノイズ・ニューヨーク」という名前のニューヨークにあるレコーディング・スタジオを引き継いだ。このスタジオは、国内外のアーティストやバンドの主力スタジオとしての役割を果たし、クレイマーはニューヨークで最も忙しいインディーズ・シーンにおける音楽プロデューサーの1人となった。ノイズ・ニューヨークでの最初のレコーディングは、バットホール・サーファーズによるシングル「American Woman」の演奏であった。
クレイマーは2年後の1987年にレコード・レーベル「シミー・ディスク」を設立。『Songs from the Pink Death』を含むさまざまなアルバムをリリースし、批評家からの高い評価を得た。このレーベルは、設立後10年もの間、カレッジ・ラジオの各局で人気を博した。シミー・ディスクのアーティストには、ボングウォーター、キング・ミサイル、GWAR、ネイキッド・シティ、ルインズ、ボアダムス、デイモン&ナオミ、ダニエル・ジョンストン、ホワイト・ゾンビ、イエロー・プラスチック・バケット、ウィーンなどが含まれていた。

### ボングウォーター
1980年代初頭、クレイマーはニューヨークのパフォーマンスアーティストであるアン・マグナソンと出会い、クラブ57にて頻繁にパフォーマンスを行っていた彼女の所属バンド「パルサラマ (Pulsallama)」のサウンドを担当した。1984年にパルサラマが解散した後、2人はコラボレーションを始め、1986年にボングウォーターを結成した。彼らは共に、『Double Bummer』を含む5枚のアルバムをリリースし、1991年の大ヒット曲「The Big Sell-Out」で最高潮に達した。1991年に、彼らは恋愛関係となったが、クレイマーは疎遠となっていた妻と離婚したものの、その時に彼女は妊娠3ヶ月で、2人の娘を身ごもっていた。数か月後、クレイマーは恋愛関係を清算し、妻と和解することに決めた。そして、恋愛関係の終わりは、バンドの終わりを意味していた。数か月後、マグナソンはクレイマーに対して契約違反などを理由に450万ドルを求める訴訟を起こし、クレイマーはこれに反訴した。その後の法廷闘争の結果、シミー・ディスク・レーベルの財政的不自由が生じ、それが回復することはなかった。訴訟は結局、非公開の条件に沿って1997年に法廷外で和解された。

### ペン&テラーとの出会い
クレイマーの初期のキャリアにおける極めて重要な瞬間は、ハーフ・ジャパニーズのジャド・フェアが彼をペン&テラーに紹介したときである。クレイマーは間もなくして、ペン&テラーによる1987年のブロードウェイ・ショーでサウンド・コンサルタントとして週8回のショーを担当し、『Cruel Tricks for Dear Friends』スペシャルのためにその音楽を作曲した。1992年、クレイマーはペン・ジレットとバンド「キャプテン・ハウディ (Captain Howdy)」を結成し、ゲスト・アーティストのデビー・ハリー（ブロンディ）やビリー・ウェストと一緒に、いろいろな音楽を混ぜ合わせたような2枚のCDを作成。どちらもシミー・ディスクからリリースされた。1997年にペンがラスベガスへと恒久的に移住したことにより、グループは解散した。

### 他のアーティストとのコラボレーション
1988年にクレイマーとフェアは、クレイマーのシミー・ディスク・レーベルでレコード『Roll Out the Barrel』をリリースした。また、彼らは1998年に再会し、その年のうちにレコード『The Sound of Music. An Unfinished Symphony in 12 Parts』を発表した。
1990年にクレイマーは、ニューヨークの小さなピラミッド・クラブでライブを行っていた2人組バンド、ウィーンに初めて出会った。クレイマーは、元々シミー・ディスク・レーベルのファンであったという2人と友情を築き、1991年のアルバム『The Pod』へと発展したホームレコーディングによるデモ音源をシミー・ディスクからリリースするよう説得した。1992年、3人はクレイマーがベースを演奏するイングランドでの短いツアーを行った。ツアーは、クレイマーとウィーンの2人のメンバーの性格と創造性の違いによって上手くいかなかったが、ウィーンのバンド・メンバーであるミッキー・メルキオンドは2007年のインタビューで「私たちはいまだに友達です」と語っている。

### スタジオとレコード・レーベルの所有権変更
1992年にクレイマーはレコーディング・スタジオ「ノイズ・ニューヨーク」を売却し、ハドソン川を渡って移動した。その先では、最先端の24トラック・レコーディング・スタジオが建てられた住宅が差し押さえされようとしていた。そこはスタジオ「ノイズ・ニュージャージー」となり、クレイマーは最も有名な「Girl, You'll Be a Woman Soon」のアージ・オーヴァーキルによるカバー（クエンティン・タランティーノ監督作『パルプ・フィクション』で使用された）などを含む楽曲を、そこでレコーディングし続けた。しかし、家族の病気や個人的な問題がそれから数年にわたって彼を圧迫し、アーティストとしての彼のプロフィール、音楽プロデューサー、そしてレーベル代表としての彼の仕事のバランスをとるプレッシャーは非常に重いものとなっていった。3枚組レコードのボックスセット『The Guilt Trip』を含む、彼の最高のレコーディングのいくつかをプロデュースしたのはこの時期だったが、彼の引き出しの一貫性は損なわれ始めていた。クレイマーが、虚しい希望よりも有能な一手になるであろうシミー・ディスクの日々のマネージメント業務を移管する方法を探し始めたのは、この頃のことだった。
1998年にシミー・ディスクと彼のレコーディング施設をニッティング・ファクトリーに売却した直後（彼はプロデューサー兼A&Rディレクターとしてレーベルで継続的な役割を果たすことを約束されていた）、クレイマーは契約違反でニッティング・ファクトリーを訴えた。そしてすぐ、彼のプロとしてのキャリアにおいて初めて、創造的な基盤というものがなくなってしまった。この経験により、彼は感情的に傷つき、すぐに音楽ビジネスから撤退することを望んだ。『マグネット』誌によれば、彼は1999年11月に「The Last Tour of the Century」と呼ばれた彼の最後のヨーロッパ・ツアーの直後にそうしたという。それは『マグネット』誌によると「創造的な失敗と金融破綻」であった。

### 映画と演劇
完全な転向を思い描いたクレイマーは、映画と演劇に対する人生をかけた情熱へと目を向け、2000年後半に映画監督で舞台監督でもあったアーサー・ペンから監督の仕事を学び始めた。ペンが1989年に『Penn＆Teller Get Killed』を監督したときにクレイマーは出会っていた。クレイマーはそれから4年間の大部分をニューヨークのアクターズ・スタジオで過ごした。そこでは、監督を学ぶことに加えて、42番街のアクターズ・スタジオ・フリー・シアターでさまざまな作品のサウンドデザインや音楽制作を行った。クレイマーのキャリアにおけるこの段階は、アーサー・ペン監督のトニー賞受賞作で、アラン・ベイツとフランク・ランジェラ（2人ともその年のブロードウェイ演技賞を総なめした）が主演したブロードウェイの演劇作品『フォーチュンズ・フール (Fortune's Fool)』の音楽を作曲した2002年に最高潮へと達した。母親のロザリンが衰弱性の脳卒中に倒れ、2003年にフロリダへ行かざるをえなくなったのは、クレイマーがアーサー・ペンの次のブロードウェイ演劇作品（『スライ・フォックス (Sly Fox)』）のアシスタント・ディレクターに任命されたばかりのときだった。彼女はその合併症により16か月後に亡くなった。

### ジェームズ・ランディ教育財団への協力
フロリダのフォートローダーデール地域に移住した後、クレイマーは、2004年から2006年2月までジェームズ・ランディ教育財団に勤務した。彼の主な仕事は、財団の100万ドルの超常現象チャレンジを管理することで、超常現象の能力を発揮できるすべての人に100万ドルの賞金を授与した（ただ、お金は未払いのまま）。クレイマーはまた、財団のビデオ・ライブラリーを維持し、ジェームズ・ランディの生涯とキャリアに関する最も完全なドキュメントとなっている700本を超えるアーカイブを、VHSテープからDVDへデジタル変換する作業を監督した。

### 最近の活動
クレイマーは、いわゆる「スロウコア」ムーブメントの形成に関係している。これは主に、当時の2つの影響力のあるバンド、ロウとギャラクシー500のプロデュース作業に携わったおかげである。彼は、世界中のさまざまなアーティストのプロデュース、ミキシング、マスタリングを続けている。
クレイマーは、フロリダでプライベートCD / LPのマスタリングおよびミキシング・スタジオを運営している。2006年に彼は、「セカンド・シミー (Second-Shimmy)」という新しい名前で、レコード会社への復帰を発表した。2006年10月のデビュー・リリースは、『I Killed the Monster - 21 Artists Performing the Songs by Daniel Johnston』というダニエル・ジョンストンのトリビュート・アルバムであった。そこでは、ドット・アリソン、フェア&クレイマー、ダニエル・スミス&スフィアン・スティーヴンス、キミヤ・ドーソン、R・スティーヴィー・ムーア、メジャーマット・メイソン USA、ジェフ・ルイス、ジョイ・ジッパーなどをフィーチャーしている。
2006年にクレイマーは、ドット・アリソンのソロ・リリース作となるアルバム『イグザルテーション・オブ・ラークス』に取り組んだ。アルバムは、2007年9月にイギリスのクッキング・ヴァイナルと日本のPヴァインからリリースされた。
クレイマーは彼の作曲による「Things to Come」を2007年に東京で初演した。毎年この作品を演奏することを請われ、2008年にテルアビブ、2009年にメルボルン、2010年にパリで演奏している。2008年1月、クレイマーはフェアとのツアーを行い、14都市14日間の日本公演では、ブラザーズ・シスターズ・ドーターと呼ばれる「デュエリング・ベース（ベースで一騎打ち）」のトリオに混じりマイク・ワットとサム・ベネットと一緒に演奏した。
2012年にクレイマーは、1960年代初頭にブリル・ビルディングで書かれた曲のカバー・アルバムである『The Brill Building』を、ジョン・ゾーンのツァディク・レーベルからリリースした。2017年、ツァディクはこれに続く、ビル・フリゼールのギター・ワークをフィーチャーしたクレイマーのアルバム『The Brill Building Book Two』をリリースした。
また、2017年には、クレイマーが新しいヴァイナル盤のみのレコード・レーベル「Shimmy-500」を発売し、限定版ヴァイナル・レコードをリリースした。新しいレーベルの最初で唯一のリリース（2017年6月9日）は、3度目のジャド・フェア&クレイマーによるコラボレーションとなる『The History of Crying』であった。
2020年1月、クレイマーは、デヴィッド・リンチ、リディア・ランチ、サン・ラックスらとともに、「Joyful Noise Recordings」のホワイト・ラベル・シリーズにおける12名のキュレーターの1人に選ばれた。「Joyful Noise Recordings」は、2020年4月29日、クレイマーを彼らの「2020年アーティスト・イン・レジデンス」に指名し、同時に彼のシミー・ディスク・レーベル復活のためにクレイマーとの新しいパートナーシップを発表した。新しく復活したレーベルの最初のリリースは、クレイマーによるイギリスのボーカリストであるXan Tylerの新しいレコーディング・プロジェクトの3つのシングルであり、その後に彼らのデビュー・アルバム『Songs We Sang In Our Dreams』というタイトルが続く。A.I.R.シリーズは、クレイマーによるプロジェクトの5枚組LPボックスセットの登場を迎え、新しいシミー・ディスク・レーベルの活動を正式に開始する。

## ディスコグラフィ

### スタジオ・アルバム
- The Guilt Trip (1992年)
- 『ザ・シークレット・オブ・コメディ』 - The Secret of Comedy (1994年)
- Let Me Explain Something to You About Art (1998年)
- Songs from the Pink Death (1998年)
- The Greenberg Variations (2003年)
- The Brill Building (2012年)
- The Brill Building, Book Two (2017年) ※with ビル・フリゼール

### コラボレーション・アルバム
- Happiness Finally Came to Them (1987年) ※with ラルフ・カーニー、デヴィッド・ヒルド
- Roll Out the Barrel (1988年) ※with ジャド・フェア
- Real Men (1991年) ※with ジョン・S・ホール
- Who's Afraid? (1992年) ※with デヴィッド・アレン
- Egomaniacs (1993年) ※with キム・ファヒー、ジェイミー・ハーリー
- Hot Day in Waco (1994年) ※with ドッグボウル
- A Remark Hugh Made (1994年) ※with ヒュー・ホッパー
- Black Power (1994年) ※with ラルフ・カーニー、デヴィッド・ヒルド
- Gunsmoke (1996年) ※with ドッグボウル
- Tattoo of Blood (1996年) ※with ペン・ジレット
- Hit Men (1996年) ※with デヴィッド・アレン
- Rubber Hair (1997年) ※with デヴィッド・ヒルド
- 『HUGE』 - Huge (1997年) ※with ヒュー・ホッパー
- Money Feeds My Music Machine (1998年) ※with ペン・ジレット
- Reasons in the Sun (1998年) ※with タミー・ラング
- The Sound of Music (1999年) ※with ジャド・フェア

### ライブ・アルバム
- 『スティル・アライヴ'95 (ライヴ・イン・ジャパン)』 - Still Alive in '95 (1996年)

### コンピレーション・アルバム
- 『ミュージック・フォー・クライング〜ベスト・オブ・クレイマー'85〜'94』 - Music for Crying (1995年)